# Dmc1
Dmc1はアメリカ合衆国ハーバード大学のナンシー・クレックナー (Nancy Kleckner) のグループにより出芽酵母で初めて発見された遺伝子 (DMC1) と、その遺伝子がコードするタンパク質 (Dmc1) の名称。精子や卵が形成される減数分裂期に父親由来の染色体と母親由来の染色体を混ぜ合わせる遺伝的組換え反応を行う。

## Dmc1の進化
Dmc1タンパク質は出芽酵母からヒトまで保存された遺伝子ではあるものの、生物によって少しずつ役割が異なる。分裂酵母では出芽酵母とは異なり、Dmc1が無くても減数分裂期組換えを行うことができる。一方、マウスを用いた解析からマウスではDmc1が減数分裂期組換えに必須であると考えられており、Dmc1欠損マウスは不妊である。